# 長門町
長門町（ながとまち）は長野県中東部、小県郡にあった町で、武石村、和田村と共に「依田窪南部地方」と呼ばれていた。

## 地理

### 隣接していた自治体
- 茅野市
- 諏訪市
- 小県郡 : 和田村、武石村、丸子町
- 北佐久郡 : 立科町

## 歴史
- 1956年（昭和31年）9月30日 - 長久保新町・長窪古町・大門村が合併して長門町が発足。長窪古町と長久保新町の「長」と大門村の「門」より命名。
- 2005年（平成17年）10月1日 - 和田村と合併して長和町が発足。49年の歴史に幕を閉じた。

## 交通

### 道路
国道
- 国道142号
- 国道152号
- 国道254号

道の駅
- マルメロの駅ながと

## 教育
- 長門町・武石村組合立依田窪南部中学校（所在地は旧武石村）
- 長門小学校（町立）

## 別荘地
1967年、ある大学教授から別荘地の問い合わせを受けたことを契機に別荘地の開発を計画。1970年代には売主として「学者村」と銘打ち別荘地の販売（実際は民間企業を介在）を行った。